# Сульфат свинца-дикалия
Сульфат свинца-дикалия — неорганическое соединение,
двойная соль калия, свинца и серной кислоты с формулой K2Pb(SO4)2,
бесцветные кристаллы.

## Получение
- В природе встречается минерал пальмиерит — K2Pb(SO4)2 с примесями натрия [1].

## Физические свойства
Сульфат свинца-дикалия образует бесцветные кристаллы
тригональной сингонии,
пространственная группа R 3m,
параметры ячейки a = 0,5580 нм, c = 2,0668 нм, Z = 3.